# Giuseppe Valletta
Pour les articles homonymes, voir Valetta (homonymie).
Giuseppe Valletta, né le 6 octobre 1636 à Naples et mort le 16 mai 1714 dans la même ville, est un philosophe et un avocat italien.
Il est un important acteur du renouveau culturel de l'Italie au XVIIe siècle et, grand collectionneur, se constitue à son domicile une bibliothèque de 18 000 volumes.

## Biographie
Giuseppe Valletta naît à Naples le 6 octobre 1636.
Enfant d'un modeste tailleur, il commence par étudier le littérature chez les jésuites puis se tourne ensuite vers des études de droit.
Acteur du renouveau culturel de l'Italie du XVIIe siècle, c'est un farouche défenseur du cartésianisme dont il fait l'apologie dans certaines de ses publications,. Il constitue dans sa maison une importante collection d'œuvres d'art ainsi que la plus grande bibliothèque de l'époque en Italie, riche de 18 000 volumes et fréquentée par des érudits étrangers comme le Français Jean Mabillon ou l'Anglais Ashley-Cooper. Au XXIe siècle, une partie du contenu de cette bibliothèque, dispersé par ses descendants dont Francesco Valletta, est intégré aux collections de la bibliothèque des Girolamini.
Il compte, en 1663, parmi les co-refondateurs de l'Accademia degli Investiganti. Cette académie, fondée en 1650 mais vite inactive, est relancée en 1663 mais elle est supprimée cinq ans plus tard.
En 1681, il crée à ses frais la chaire de langue grecque à l'université de Naples, confiant le poste d'enseignant à son professeur et ami Gregorio Messere, philosophe, poète et helléniste italien.
Giuseppe Valletta meurt à Naples le 16 mai 1714.